# Медицинский центр Хиллель Яффе

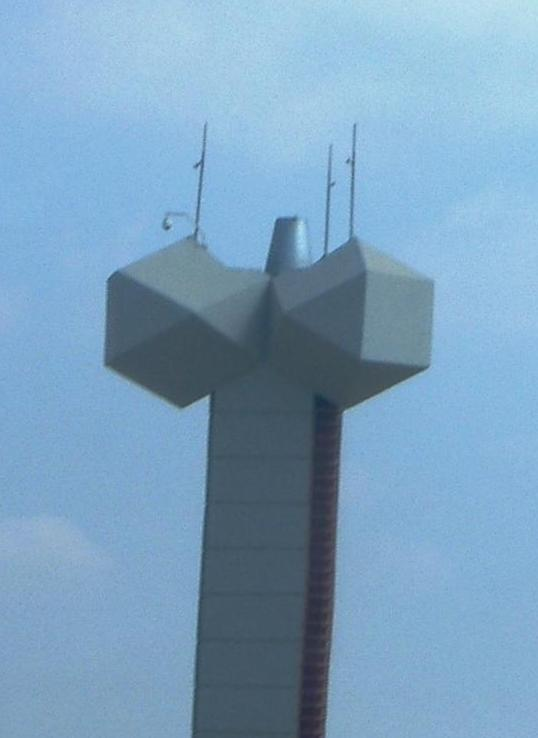
Башня энергетического центра, увенчанная двумя кубооктаэдрами, указывает место поворота на медицинский центр для водителей, едущих по Прибрежному шоссе.

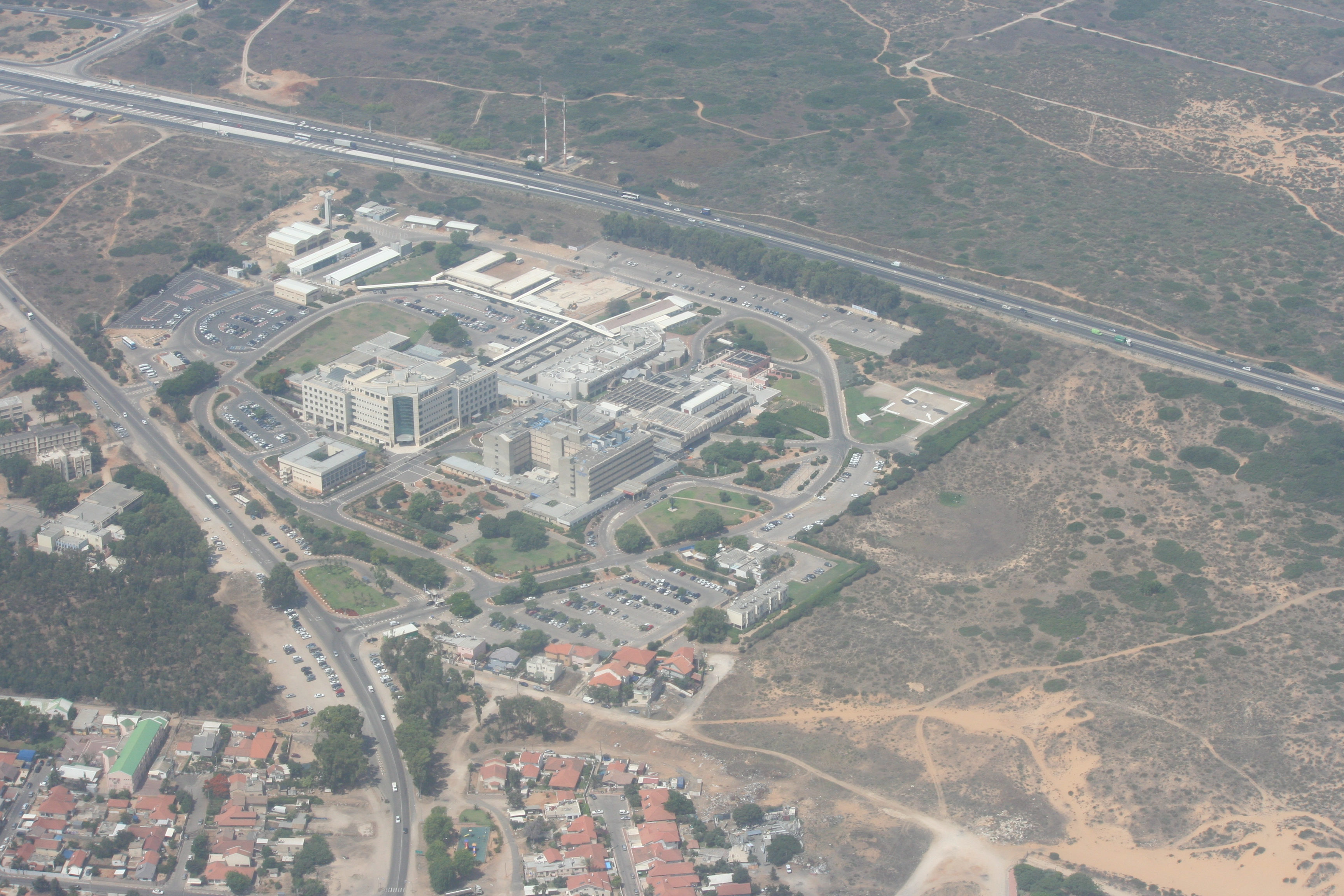
Вид больницы с воздуха. Большая структура с зелёным вертикальным фасадом — амбулаторный корпус. Справа от него находится главное здание. Между ними и Прибрежным шоссе находится здание институтов. Родильное отделение расположено рядом с больничным корпусом № 2. Прямоугольное здание к востоку от больничного корпуса № 2 — школа медсестер

Медицинский центр имени Хиллеля Яффе (ивр. מרכז רפואי הלל יפה‎) — государственная больница, расположенная на западной окраине города Хадера. Больница обслуживает приблизительно 450 000 человек, проживающих от Зихрона Яакова на севере до Нетании на юге, от побережья Средиземного моря на западе до Умм-эль-Фахма и Зеленой линии на востоке. Центр был назван в честь доктора Хиллеля Яффе, врача, обслуживавшего этот район в период Первой алии. В 2016 году медицинский центр насчитывал 506 стандартных больничных коек.

## История

### В период действия британского мандата
В 1934 году в Хадере была открыта первая больница на 18 коек. Больница была основана доктором Цви Хофштайном, который в том году иммигрировал в Израиль. Во время Второй мировой войны больницу заняли под госпиталь, и жители Хадеры остались без больницы. В начале 1947 года, в помещении, которое освободили для гражданских нужд, было открыто родильное отделение больничной кассы «Клалит», на 30 мест. После создания государства Израиль в Хадере планировали строительство больницы для городов Самарии.

### Создание больницы
В 1952 году по инициативе больничной кассы «Клалит» и муниципалитета Хадеры было решено начать строительство больницы в районе Бейт-Элиэзер. Но строительство по соображениям безопасности не началось. Через некоторое время, генеральный директор Министерства здравоохранения Шимон Батиш сообщил, что государство намерено построить в городе больницу, и муниципалитет решил одобрить предложение министерства здравоохранения о строительстве больницы в Хадере и возобновить законсервированное строительство. В 1954 году Министерство здравоохранения начало строительство здания больницы, но строительство было остановлено в самом начале. Вместо этого муниципалитет решил обновить роддом больничной кассы «Клалит». Мэр Ицхак Вайдкер заявил, что задержка была вызвана бюджетными трудностями, возникшими у министерства здравоохранения. С другой стороны, замораживание строительства было вызвано давлением со стороны больничной кассы «Клалит», который потребовал, чтобы больница в этом районе была создана за счет финансирования больничной кассы. В конце 1957 года больничная касса приняла решение начать строительство больницы, поскольку правительство от этого намерения отказалось. Было объявлено, что вместо строительства родильного дома будет сразу же построена больница с большим родильным отделением. Строительство начали в мае 1959 года, когда были заложены первые камни в здание детского отделения, которое до этого располагалось в деревянных бараках и в здание родильного отделения. Больницу назвали в честь врача Хиллеля Яффе, продолжая существовавшую традицию называть больницы именами еврейских врачей, внесших большой вклад в развитие здравоохранения.

### Развитие больницы
В начале 1963 года открылось родильное отделение, куда перешли все работники из родильного дома Больничной кассы «Клалит»; старый родильный дом при этом был закрыт. Вскоре открылось новое здание родильного отделения, деньги на которое были выделены Управлением национальных лотереей «Мифаль хаПаис». В конце 1964 г. было открыто отделение хирургии и внутренних болезней, а в начале 1965 г. — отделения ортопедии и офтальмологии. В конце 1969 года в больнице были установлены три установки для диализа. В 1970 году был построен мотель, чтобы родители могли оставаться у детей в больнице.
В ноябре 1970 года было заложено новое здание больницы для замены барачных зданий и в 1972 году были объявлены тендеры на строительство. Тендер выиграла строительная компания «Солель-Боне», она начала строительство в январе 1973 года. Новое здание было открыто в августе 1980 года. Однако родильный дом в 1980-х годах всё ещё оставался в старом здании, которое уже не соответствовало текущим потребностям. В 2010 году были построены больничный корпус № 2, корпусы внутренних бользней № 1 и № 2, а также отделения: хирургическое, детское, женское, пренатальное, неврологическое, сосудистое и искусственного оплодотворения. В период с 2011 по 2016 год были отремонтированы вспомогательные корпуса, в том числе Медицинская научная библиотека, операционный комплекс, отделение МРТ и комплексное отделение для исследования молочных желез, обновлены родильные комнаты, родильное отделение и отделение новорожденных. Кроме того, в больнице были добавлены новые отделения, такие как отделения: внутренних болезней № 4 (2010 г.), онкологии (2012 г.), гинекологии и онкологии (2015 г.).
Кроме того, были организованы новые отделения:
- 1967 — была основана Академическая школа медсестёр имени Пэт Мэтьюз;
- с 1970 по 1975 — больница стала национальным центром по трансплатации почек, во главе с руководителем хирургического отделения № 2 доктором Ирвином Яковом;
- 1994 — министерство здравоохранения признало больницу региональным травматологическим центром.
- 2002 — в рамках больницы созданы институты неврологии, гастроэнтерологии, ядерной медицины, гематологии и сосудистой хирургии.
- 2010 — открыт корпус№ 2, расширяются отделения больницы.
- 2015 год — создаются отделение МРТ и отделение для комплексного исследования молочных желез.
- 2016 г. — реконструкция родильного отделения и родильных залов.

## Здания

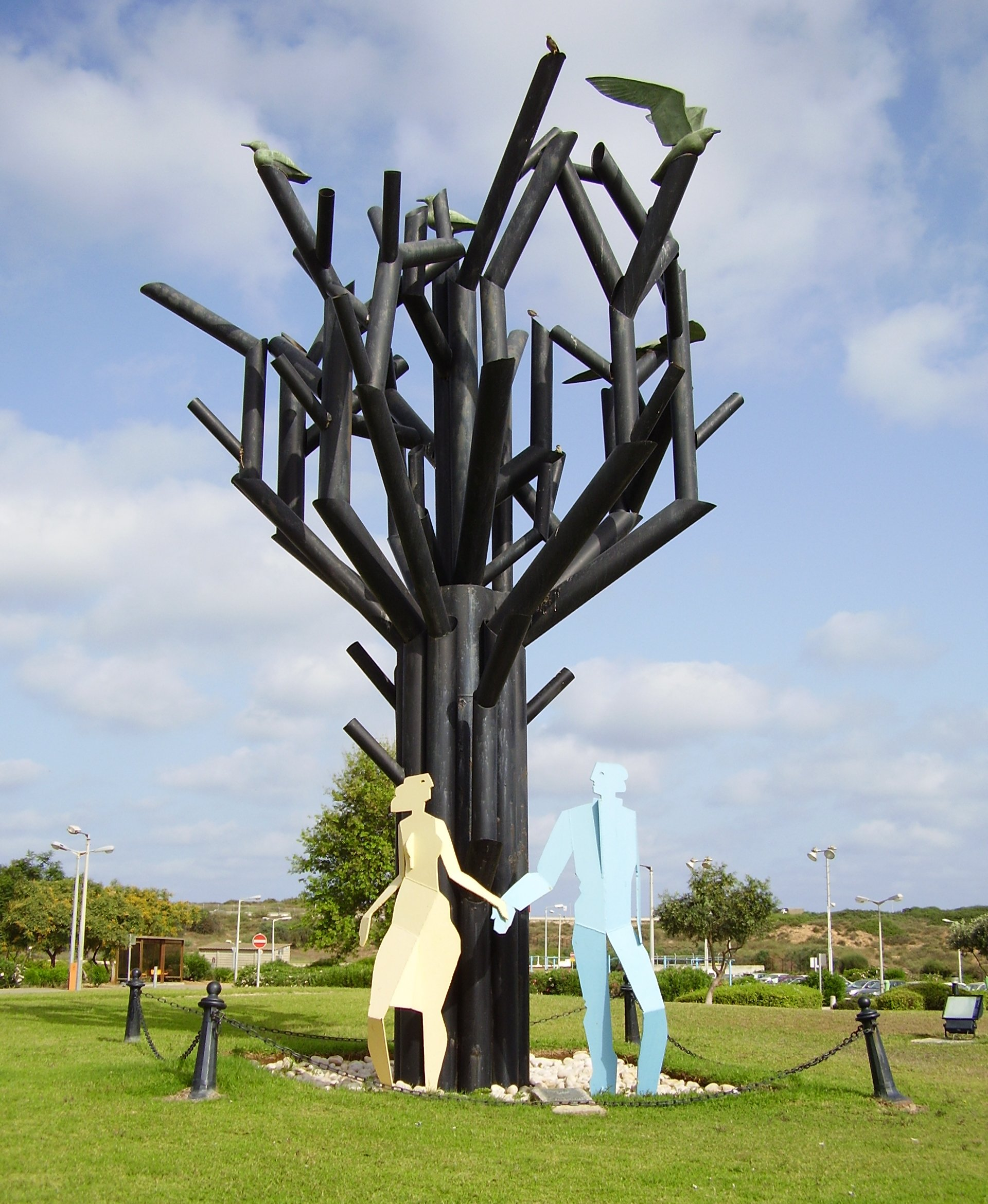
Статуя Рафи Карассо «Релаксация» (1998) напротив входа в отделение неотложной помощи к северу от главного здания больницы

Больница размещена в нескольких корпусах:
- Главное здание было спроектировано архитектором Ильей Бельзицманом и открыто в 1980 году. К северу от этого здания, напротив входа в отделение неотложной помощи, находится статуя Рафи Карассо, который также был директором неврологического отделения, директором Института нетрадиционной медицины и директором поликлиники.
- Здание институтов спроектировано архитектором Алексом Шохатом.
- Корпус № 2, имеющий 286 коек. Открытие этого здания позволило расширить количество коек в больнице до 495. Кроме того, после открытия этого здания для госпитализации было разрешено расширение существующих отделений, и было открыто дополнительное отделение внутренних болезней № 4, а к существующим 8 операционным были добавлены ещё три.
- Здание родильного отделения в 2016 году здание было отремонтировано и реконструировано.